# 約翰·伯納德·賽耶二世
約翰·伯納德·賽耶二世（英語：John Borland Thayer II，1862年4月21日—1912年4月15日）是一位美國商人，曾在賓夕法尼亞鐵路公司任職三十年，擔任該公司的董事和第二副總裁。1912年4月15日，他在鐵達尼號沉沒事故中去世。他年輕時是一位傑出的運動員，擅長打板球、棒球和長曲棍球，曾是賓夕法尼亞大學棒球隊和費城板球隊的先發球員。

## 早期生活和職業板球員

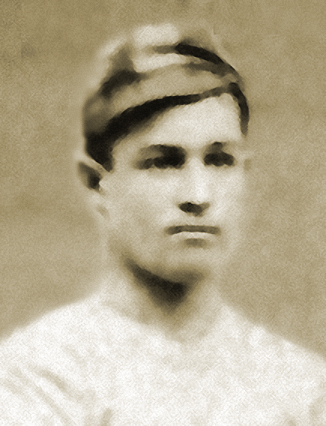
1879年，擔任賓夕法尼亞大學棒球隊隊員的約翰·賽耶。

1862年4月21日，約翰·賽耶出生於美國賓夕法尼亞州費城，後來在賓夕法尼亞大學就讀，並於1879年擔任長曲棍球隊隊長並且及棒球隊隊員。作為一個著名美國板球家庭的成員，他在14歲時參加了梅里恩板球俱樂部的第一場比賽。約翰·賽耶也是費城板球隊隊員，於1884年到英格蘭參賽。在那次巡迴賽中。在他的職業生涯中，塞耶在七場比賽中先發出場。

## 家庭
1893年11月9日，他與瑪麗安·塞耶結婚。他們有四個孩子：
- 傑克·賽耶
- 范德瑞克·塞耶（Frederick Thayer）
- 瑪格麗特·塞耶（Margaret Thayer）
- 波林德爾·塞耶（Pauline Thayer）[4]

在這四個孩子中，只有傑克·賽耶陪伴父母登上英國皇家郵輪鐵達尼號。

## 賓夕法尼亞鐵路公司職業生涯
在1881年離開賓夕法尼亞大學之後，約翰·賽耶成為賓夕法尼亞鐵路公司的辦公室職員，大約18個月後，轉調至一般貨運部門。1888年升遷為紐澤西州聯合鐵路部門攬貨員。從1889年2月到1892年5月，約翰·賽耶都在馬里蘭州巴爾的摩分公司上班。1894年12月1日，回到費城並升遷為貨運負責人助理。1897年3月，升遷為貨運負責人。1899年5月，升遷為北方中央鐵路、費城-威爾明頓和巴爾的摩鐵路及紐澤西州海濱鐵路的貨運總負責人。約翰·賽耶於1903年6月1日當選第五副總裁，負責賓夕法尼亞鐵路公司的運輸。1905年10月。當選第四副總裁；1909年3月，當選第三副總裁；1911年3月，當選第二副總裁、賓夕法尼亞鐵路公司董事。他也擔任艾瑞克西部運輸聯合公司（Eric ＆ Western Transport Union Company）董事兼總裁，並且是諾福克和西方鐵路及里海和哈德遜河鐵路董事。他是眾多紳士俱樂部的成員，包括費城俱樂部、聯合俱樂部、紐約市聯合俱樂部、華盛頓大都會俱樂部和紐約州商會。

## 搭乘鐵達尼號
1912年春，約翰·賽耶和他妻子及長子作為美國駐德國大使館的客人來到歐洲。4月10日，三人在法國瑟堡登上鐵達尼號。隨著船沉沒，約翰·賽耶確認他的妻子和女僕登上救生艇後不久，因人群混亂而與長子分散，此後行蹤不明。所幸他的長子傑克·賽耶是運動員學過游泳，他跳入水中後，被拉上一艘翻倒的折疊艇，最終獲救。然而，約翰·賽耶可能在沉沒時仍然留在鐵達尼號上。當所有的救生艇都下水後，一名目擊者表示約翰·賽耶看起來「臉色蒼白」。不久之後他走了，所以他很可能像許多其他乘客和船員一樣逃到了船尾。英國媒體最初將約翰·賽耶和他兒子混淆，錯誤報導了約翰·賽耶倖免於難。他的遺體從未尋獲。